# Valde Nevalainen
Valde Nestori Nevalainen  (né le 8 avril 1919 à Pielisjärvi et mort le 8 février 1994 à Espoo) est un homme politique finlandais,,. 

## Biographie
Valde Nevalainen est le fils du contremaître forestier Eino August Nevalainen et de Kaisa Amanda Turunen. 
Il épouse Aune Inkeri Ijäs en 1946. 
En complément de l'école primaire, Valde Nevalainen étudie à l'Académie des travailleurs en 1949. 
Il travaille comme ouvrier forestier et soudeur jusqu'en 1950.
Puis, de 1950 à 1957, il commence sa carrière politique en tant que secrétaire de district de l'organisation social-démocrate de la circonscription de Kymi. 
De 1957 à 1966, il est secrétaire du SDP.
Valde Nevalainen est député  SDP de la  
Circonscription de Carélie du Nord du 5 avril 1966 au 26 septembre 1975.
Valde Nevalainen est ministre de l'Emploi du gouvernement Sorsa I (4.9.1972 - 13.6.1975) et ministre des Transports du gouvernement Paasio II (23.2.1972 - 4.9.1972).